# Сыздыков, Бейбит Шалдарулы
Бейбит Шалдарулы Сыздыков (каз. Бейбіт Шалдарұлы Сыздықов; 10 августа 1965, Кызылкумский район, Южно-Казахстанская область, Казахская ССР) — казахстанский государственный деятель.

## Биография
Сыздыков Бейбит Шалдарулы родился 10 августа 1965 года в Кызылкумском районе Южно-Казахстанской области. По национальности казах. 

### Образование
Окончил Алматинский институт народного хозяйства по специальности экономист.

### Трудовая деятельность
Трудовую деятельность начал экономистом на Алма-Атинском станкостроительном заводе. 
Работал в Кызылкумском районе Южно-Казахстанской области руководителем звена совхоза «Шаульдер», помощником бригадира, бухгалтером, заместителем главного бухгалтера совхоза «Балтаколь», главным экономистом. 
В 1993-1995 годах - заместитель начальника «агропромышленного банка», экономист «Туранбанка» в г. Туркестан.
С 1995 по 2006 годы - главный налоговый инспектор, заведующий сектором, начальник отдела налоговой инспекции по Южно-Казахстанской области, председатель налогового комитета по Казыгуртскому, Отрарскому районам. 
В 2006-2008 годах - заместитель акима города Туркестан. 
С мая 2008 по июль 2009 года - аким города Туркестан. 
28 июля 2009 года назначен акимом Отрарского района Южно-Казахстанской области.  
В июне 2014 года назначен руководителем департамента по контролю и социальной защите по Южно-Казахстанской области.

## Обвинение
В 2016 году в отношении Сыздыкова рассматривалось дело о получении взятки. По версии следствия, он в преступном сговоре с руководителями районных отделов осуществлял систематические поборы с нетрудоспособных граждан, которым было необходимо получить или продлить группу инвалидности.  